# ジョナサン・リデル
ジョナサン・リデル（Jonathan Riddel、1978年9月17日 - ）は、ニュージーランド国籍で障害競走専門の騎手である。身長170cm、体重60kg。趣味はラグビー観戦、ゴルフ、家族団欒。

## 来歴
子どもの頃からポニーに乗っており、学校が休校のときには、厩舎に出入りするなどしていた。
1996年4月、ニュージーランドで騎手デビュー。
2002/2003シーズンに17勝でニュージーランドの障害リーディング1位に輝いた。
2003/2004シーズンは103戦12勝でニュージーランドの障害リーディング2位だった。
2004/2005シーズンは85戦14勝でニュージーランドの障害リーディング1位に輝いた。また、2004年10月9日から12月26日までJRAの短期免許を初めて取得し初来日を果たす。身元引受人は崎山博樹調教師と田畑法賢氏。JRA初騎乗は、10月10日京都の第4R障害3歳上オープンで、5番人気のヘイロンシンで7着だった。11月17日、東京での障害3歳上未勝利で1番人気だったサンライズブルーで勝利しJRA初勝利をあげた。同馬で第127回中山大障害にも出走した。
2005年10月8日から11月20日まで2度目の短期免許を取得した。身元引受人は前回と同じ。
2006年3月25日から4月24日まで3度目の短期免許を取得した。身元引受人は前回と同じ。第8回中山グランドジャンプでは11番人気アインオーセンに騎乗し11着だった。
2007年、第9回中山グランドジャンプ、ペガサスジャンプステークスに出走するリアルトニックと共に来日した。また、ニュージーランド最優秀障害騎手賞を受賞した。

## 主な騎乗馬
- サンライズブルー（2004年京都ハイジャンプ3着）
- リアルトニック/Real Tonic（2006年マタマタサドラリーオープンスティープルチェイス）